# Tylöskog
Tylöskog  est une vaste forêt qui sépare les provinces historiques de la Suède de Närke et Östergötland.

## Toponymie
La forêt de  tient son nom du village de "Tylö", une petite localité située dans la forêt (le suffixe "Skog" désignant la forêt en suédois). 

## Géographie et Histoire
La forêt de Tylöskog se prolonge vers l'est avec deux autres vastes forêts, Tiveden et Kolmården. Elles forment toutes les trois, une frontière qui fut un lieu de conflits et de guerres entre la Svealand au nord et le Götaland au sud pendant la formation de la nation suédoise au XIIIe siècle.